# Verdrag van Küçük Kaynarca

In het verdrag van verdrag van Küçük Kaynarca moest het Ottomaanse rijk het rood-groen gearceerde gebied direct afstaan. Het Krimkanaat (geel-groen) werd onafhankelijk en in 1783 geannexeerd

Het Verdrag van Küçük Kaynarca maakte een einde aan de Russisch-Turkse oorlog van 1768 tot 1774, die in een nederlaag voor het Ottomaanse rijk eindigde. Het Russisch-Turkse verdrag werd gesloten op 21 juli 1774 in Küçük Kaynarca, een plaats in de Dobroedzja, die toen Turks grondgebied was. Tegenwoordig ligt Küçük Kaynarca in Bulgarije en heet het Kaïnardzja.

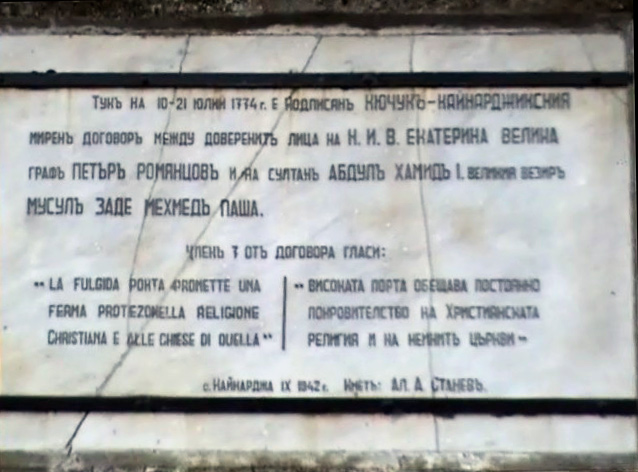
Een plaquette op de plek van de ondertekening van het verdrag in 1774, dorp Kaïnardzja, Bulgarije

Tot de bepalingen in het verdrag behoorden:
- de onafhankelijkheid van het Krimkanaat (dat vervolgens in 1783 door Rusland werd geannexeerd),
- de annexatie door Rusland van Kabardië, Kertsj, Azov en Perekop,
- vrije doorvaart voor Russische koopvaardijschepen in de Zwarte Zee, de Bosporus en de Dardanellen.
- Rusland krijgt de status van "Beschermer van de Orthodoxie", dat wil zeggen dat het bescherming biedt aan de orthodoxe christenen die in het Ottomaanse Rijk wonen.